# ديبرا سوندرز
ديبرا سوندرز (بالإنجليزية: Debra Saunders)‏ هي صحفية وكاتبة العمود أمريكية، ولدت في 1954.